# جوش هاركنز
جوش هاركنز هو سياسي أمريكي، ولد في 5 أبريل 1974 في جاكسون في الولايات المتحدة. نشط حزبياً في الحزب الجمهوري. وقد انتخب عضو مجلس ولاية مسيسيبي ‏.